# Rock Me (canção de Riva)
"Rock Me" foi a canção vencedora do Festival Eurovisão da Canção 1989, em representação da Jugoslávia interpretada em língua servo-croata pela banda Riva. Foi a primeira e única vitória daquele país.  Foi a 22.ª e última a ser interpretada na noite do evento, a seguir à canção alemã "Flieger, interpretada por Nico de Angelo. Terminou em primeiro lugar, tendo recebido um total de 137 pontos. De referir que depois de saber que tinha vencido, a banda cantou o tema novamente em língua inglesa e não em sérvo-croata
A vocalista da banda  Emilija Kokić continuou e participar em vários shows, mas sem o sucesso obtido no Festival Eurovisão da Canção.

## Autores
- Letra: Stevo Cvikić
- Compositor: Rajko Dujmić
- orquestrador: Nikica Kalogjera

## Letra
A canção fala-no se um pianista que toca bem (como "Mozart, Chopin and Liszt") e a vocalista da banda pede-lhe que toque algo que se possa dançar, já que aquelas que ele toca não são. Letra muito repetitiva, repetindo a banda o refrão "Rock me" diversas vezes. .